# Darijo Biščan
Darijo Biščan (Nova Gorica, 26 agosto 1985) è un calciatore sloveno, attaccante del Semriach.